# Ocotepeque
Ocotepeque é um departamento nas Honduras.

Municípios
1. Belén Gualcho
2. Concepción
3. Dolores Merendon
4. Fraternidad
5. La Encarnación
6. La Labor
7. Lucerna
8. Mercedes
9. Ocotepeque
10. San Fernando
11. San Francisco del Valle
12. San Jorge
13. San Marcos
14. Santa Fé
15. Sensenti
16. Sinuapa